# ادوارد بلیکنی
ادوارد بلیکنی (انگلیسی: Edward Blakeney؛ ۲۶ مارس ۱۷۷۸ – ۲ اوت ۱۸۶۸) فرد نظامی اهل پادشاهی متحد بریتانیای کبیر و ایرلند بود. وی همچنین برندهٔ جوایزی همچون نشان حمام شده‌است.